# 정사위 (조선 문신)
정사위(鄭士偉, 1536년 ~ 1592년)는 조선 중기의 문신이다. 본관은 광주(光州). 자는 홍원(弘遠), 호는 병은(病隱)이다.

## 생애
1564년(명종 19) 진사시에 합격하고, 1566년 별시문과에 을과로 급제하여 검열이 되고 이어 형조좌랑으로 춘추관기사관을 겸하여 『명종실록』의 편찬에 참여하였다.
1574년(선조 7) 홍문록에 입록이 되고, 헌납, 부수찬을 거쳐 1581년에 수찬·집의가 되었다.
1587년 강원도관찰사, 1588년 전주부윤(全州府尹)을 거쳐 1591년 동지사(冬至使)로 명에 다녀왔다.
1592년(선조 25년) 임진왜란이 일어나자 병조참의(兵曹參議)로서 왕의 피난길을 호종하여 관서(關西)로 가다가 맹산현(孟山縣)에서 병에 걸려서 죽었다.